# Blaues Apartmenthaus

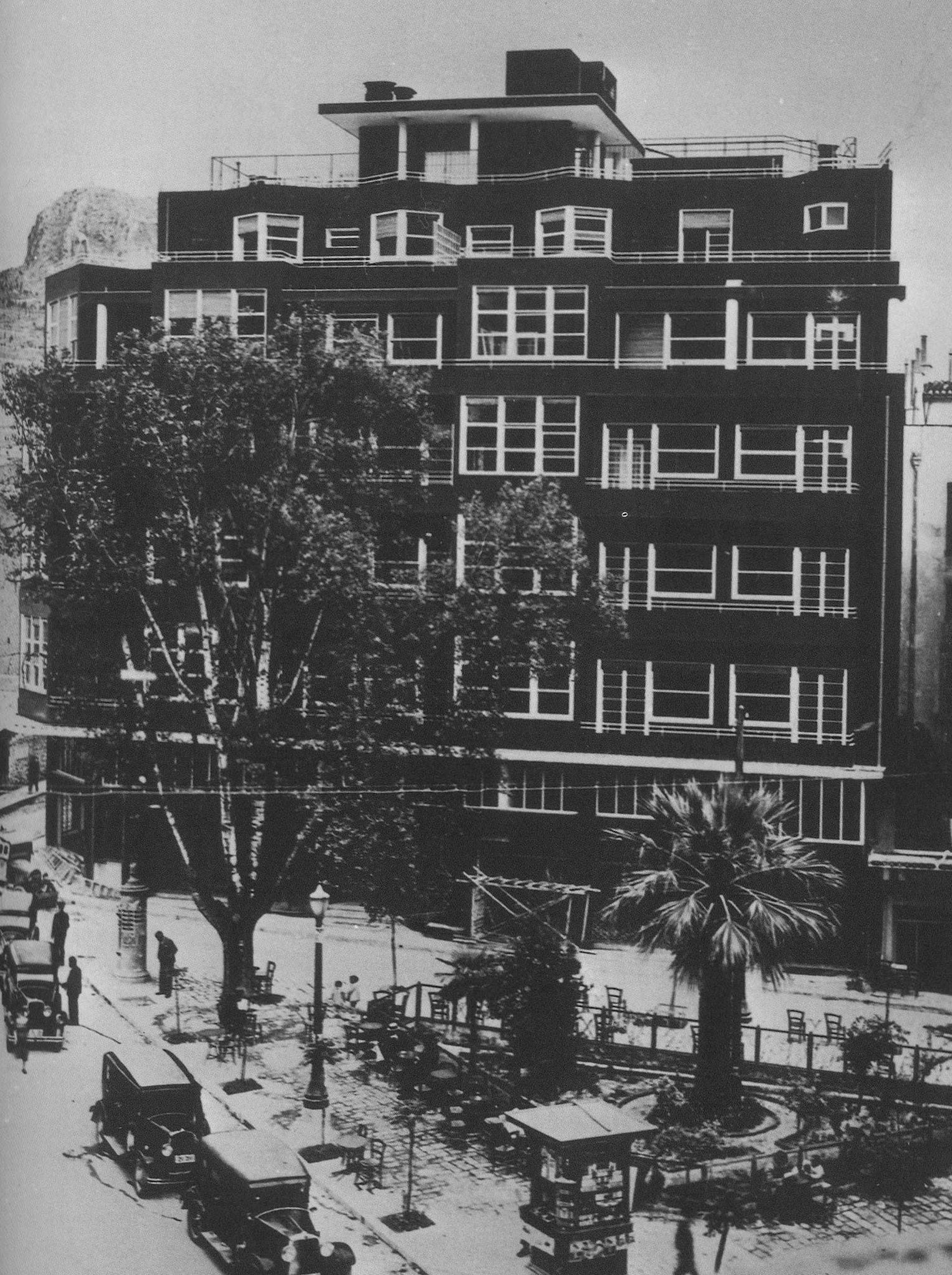
Ansicht von Nordwesten (um 1933/40)

Das Blaue Apartmenthaus (griechisch Μπλε πολυκατοικία) ist ein historisches Gebäude im Athener Viertel Exarchia. Es gilt als wichtiges Werk der klassischen Moderne in Griechenland. Das Haus an der Ecke der Straßen Odos Arachovis (Οδός Αράχωβης) / Odos Themistokleous (Οδός Θεμιστοκλέους) hat 39 Wohnungen und bietet einen Blick auf den Lykabettus-Hügel.

## Geschichte

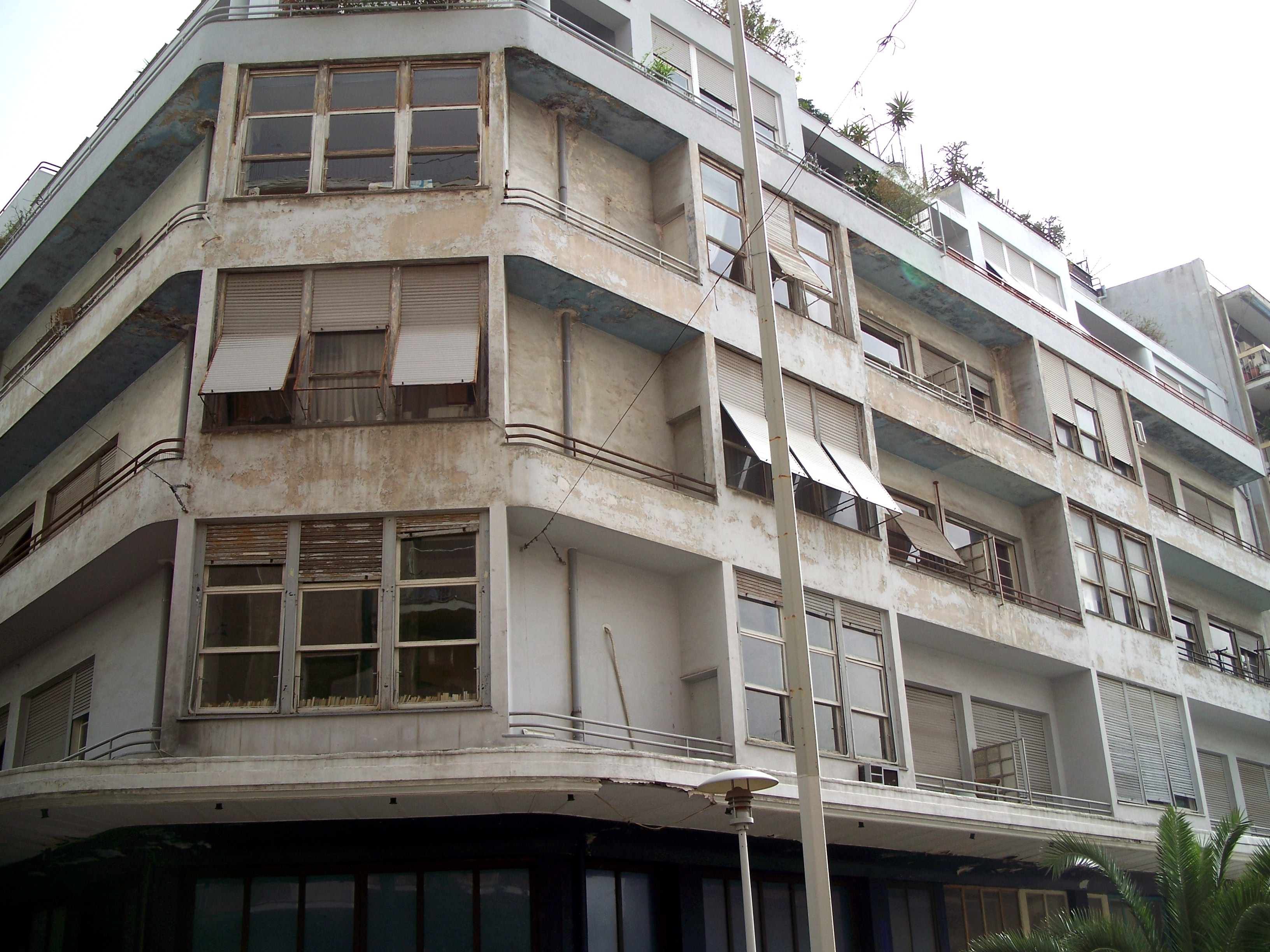
Ansicht von Norden (2009)

Das Gebäude wurde von der Familie Antonopoulos beim Architekten Kyriakos Panagiotakos (1902–1982) in Auftrag gegeben und 1932/33 errichtet. Die farbliche Gestaltung übernahm der Künstler Spyros Papaloukas, ein Schüler von Georgios Iakovidis, der auch die Fassade blau streichen ließ, was damals sehr ungewöhnlich war und dem Haus den Namen gab. Auf das ursprünglich geplante Schwimmbecken wurde aus Kostengründen verzichtet.
Während der Regierungszeit von Ioannis Metaxas befand sich die Spionageabwehr in dem Gebäude und es wurden insgesamt drei (erfolglose) Anschläge verübt. Die Tochter von Metaxas wohnte ebenfalls im Haus. Einige bedeutende Schauspieler und Schriftsteller des Landes hatten ihren Wohnsitz im Haus darunter u. a. Katina Paxinou, Dimitris Horn, Freddy Germanos, Sofia Vembo, Dimitris Myrat.
Im Erdgeschoss befand sich die beliebte Konditorei Café Floral. Diese wurde am 24. Juni 2009 wiedereröffnet, jetzt allerdings als Bar und Buchhandlung.

## Architektur
Das Gebäude ist ein typisches Beispiel des frühen Athener Apartmenthauses der 1920/30er Jahre, die in den zentrumsnahen Vierteln errichtet wurden und sich durch hohen Komfort (Aufzug, Concierge, hohe Decken, Balkone usw.) auszeichnen. Die Gestaltung des Blauen Apartmenthauses verzichtet auch auf Kompromisse wie dekorative Geländer oder schmiedeeiserne Türen, wie sie manchmal zu finden sind.
Le Corbusier hat das Gebäude in den 1930er Jahren besichtigt und als sehr gelungen bezeichnet.